# Darling (Poacher)
Darling (Darlin’) is een lied geschreven door Oscar Stewart Blandamer. Blandamer schreef het nummer in 1970, maar was ook al daarvoor aanwezig in de muziekwereld. Hij speelde onder meer in de begeleidingsband Curly van Russ Ballard. De eerste band die het opnam was de Britse muziekgroep Poacher, een countryrockband.
Er volgde een aantal covers van bijvoorbeeld Frankie Miller, Joe Dassin, Tom Jones, Smokie en Bonnie Tyler. Het lied werd ook opgepakt in de Nederlandse en Duitse markt. Willem Duyn zong het in een vertaling van Joost Nuissl als Willem, Renée Martel in een versie van haarzelf. Cindy & Bert zorgden voor een bescheiden hitnotering in Duitsland in een versie verzorgd door Michael Kunze. Van al die versies werd die van Miller het bekendst.

## Poacher
Darling was de debuutsingle van de Britse countryrockband Poacher. Die band had in 1977 de talentenjacht "New Faces" gewonnen, maar zouden niet verder komen dan talent. De single Darling scoorde nergens een hitnotering, behalve in de Verenigde Staten, net als de versie van Tom Jones en David Rogers. Die versies haalden niet de Billboard Hot 100, maar wel de Countrylijst van Billboard. Daarmee zorgden Poacher en ook Tom Jones voor een zeldzaamheid, Britse country in de Amerikaanse countrylijst.

## Frankie Miller
Volgens Brandamer was het lied toen voorbestemd voor Bonnie Tyler, maar werd uiteindelijk gekozen voor Frankie Miller. Die keus bleek goed uit te pakken, want zijn versie verscheen in diverse hitparades, maar niet in Nederland.

### Hitnotering
Het werd Millers grootste hit in Engeland. Hij stond vijftien weken genoteerd met als hoogste notering een zesde plaats. In Noorwegen liepen ze weg met dit nummer. Het stond 28 weken genoteerd, met een nummer 1-notering.

#### BelgischeBRT Top 30
| Positie: | 21 | - | 25 | uit |

#### VlaamseUltratop 30
| Positie: | 28 | uit |

#### NPO Radio 2 Top 2000
| Nummer met noteringen in de NPO Radio 2 Top 2000 | '00  | '01  |
| ------------------------------------------------ | ---- | ---- |
| Darling                                          | 1878 | 1984 |

1. ↑  Een vetgedrukt getal geeft de hoogste notering aan.
2. ↑  2000 was het eerste jaar met een notering voor dit nummer.
3. ↑  Deze tabel is bijgewerkt tot en met de laatste editie (2024).